# Михельсон, Николай Михайлович
Николай Михайлович Михельсон (1883, Москва — 29.07.1963) — челюстно-лицевой хирург, доктор медицинских наук (1938), профессор (1940), лауреат Сталинской премии (1946).

## Биография
В 1909 г. окончил с отличием медицинский факультет Московского университета. Работал земским врачом, затем поступил по конкурсу в хирургическое отделение Басманной больницы. С 1914 по 1918 г. в армии, заведовал хирургическим отделением полевого госпиталя.
С 1927 года под руководством А. Э. Рауэра специализировался в области челюстно-лицевой хирургии в Центральном институте травматологии и ортопедии.
С 1936 по 1948 год заместитель директора по научной работе, с 1948 по 1962 год зав. кафедрой челюстно-лицевой хирургии, с 1962 профессор-консультант ЦОЛИУ врачей.
Во время войны лечил раненых в челюстно-лицевую область.
Умер 29 июля 1963 г. в г. Паланге Литовской ССР.

## Научная деятельность
В докторской диссертации (1938) и монографии «Применение трупного хряща в клинике» (1946) обобщил опыт пересадки аллогенного хряща. За книгу «Пластические операции на лице», вышедшую в двух изданиях (1943, 1946), её авторам Н. М. Михельсону и А. Э. Рауэру была присуждена Сталинская премия 1946 года.

### Научные труды
Автор и соавтор 9 монографий, в том числе книги:
- «Восстановительные операции челюстно-лицевой области» — М.: Медицина.- 1962.- 336 с.
- Косметические операции лица. Медицина, 1965 — Всего страниц: 253
- Рубцы кожи после ожогов и ранений и борьба с ними. 1947 — Всего страниц: 59
- Пластические операции на лице. А. Ж. Равер, Николай Михайлович Михельсон. Медгиз, 1943 — Всего страниц: 255

## Награды
- Орден Трудового Красного Знамени;
- Орден «Знак Почёта»;
- Медали.